# フェルディナント2世 (オーストリア大公)

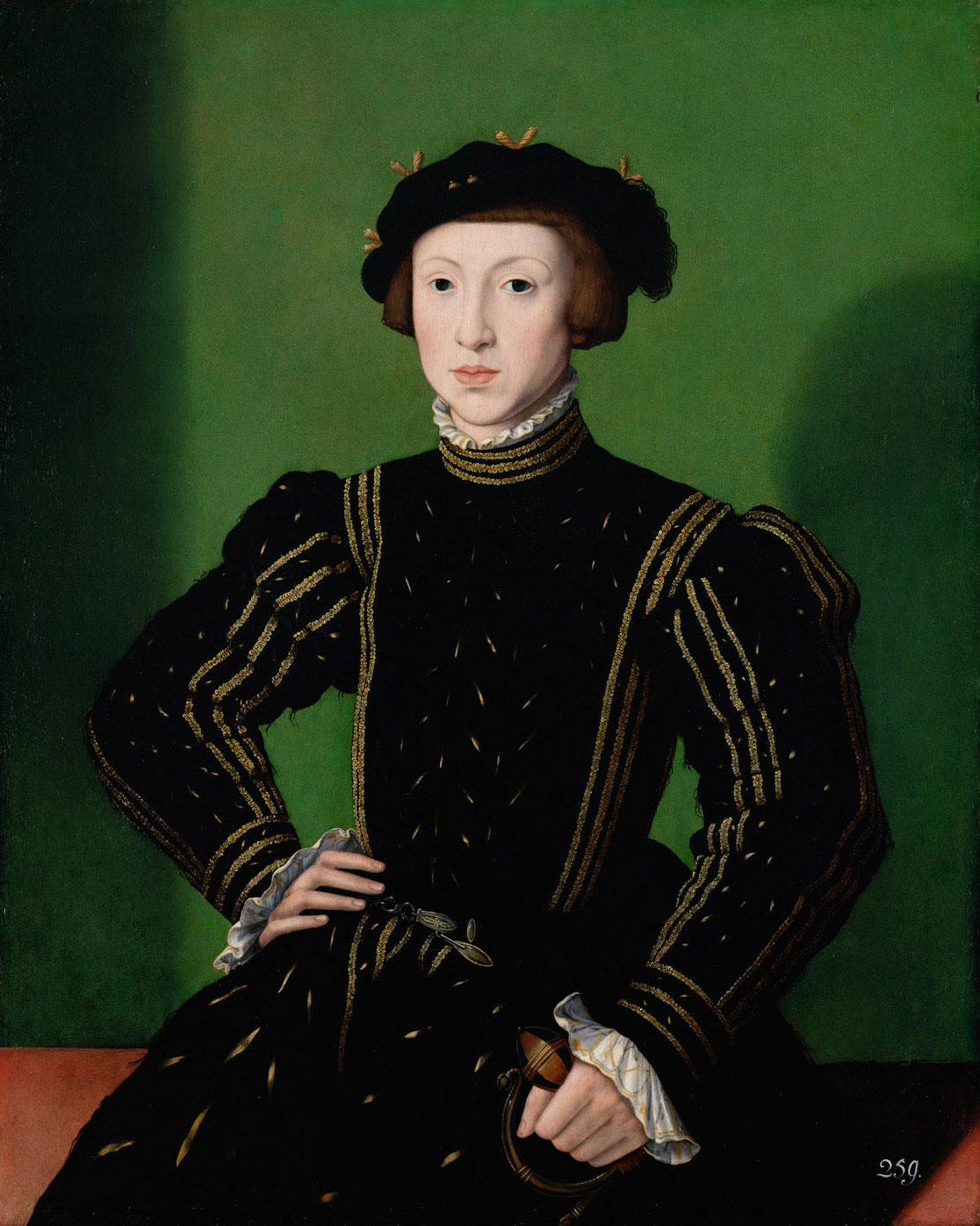
フェルディナント大公

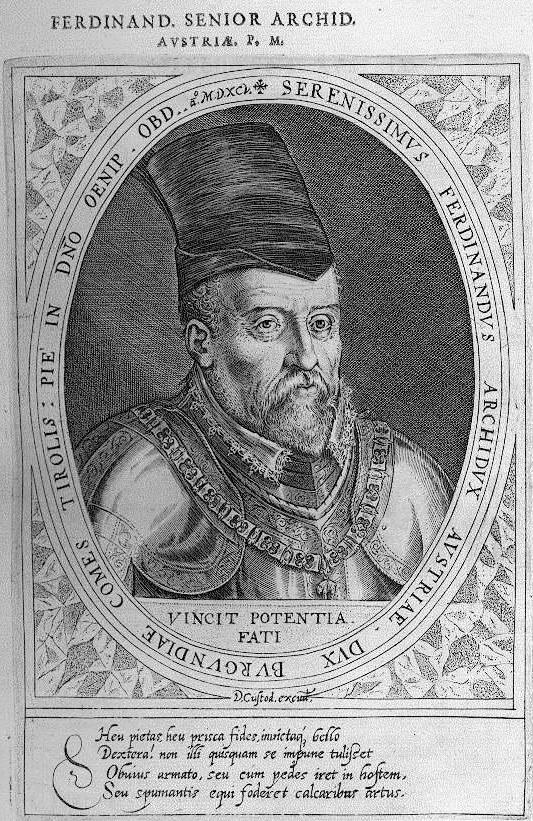
フェルディナント大公

フェルディナント2世・フォン・エスターライヒ（Ferdinand II. von Österreich, 1529年6月14日 - 1595年1月24日）は、オーストリア大公（前方オーストリア（Vorderösterreich）大公）。神聖ローマ皇帝フェルディナント1世と皇后アンナ・ヤギエロの次男（第3子）として、リンツで生まれた。皇帝マクシミリアン2世の弟である。

## 生涯
1547年から父に命じられボヘミアの統治者になり、1556年のハンガリーにおける対オスマン帝国戦を指揮した。
1557年、フェルディナントは秘密裡にアウクスブルクの豪商ヴェルザー家出身のフィリッピーネ・ヴェルザーと結婚した。この際、ヴェルザー家は男爵位を賜り貴族に列せられたが、皇族と結婚できるほど身分は高くなく、貴賎結婚であったため、フェルディナント1世以外には結婚を伏せることでようやく許されたものだった。フィリッピーネとの間に生まれた子供たちは「フォン・エスターライヒ」と名乗ることは許されたものの、帝位継承権は認められず、男子についてのみブルガウ辺境伯の称号を授けられた。
1564年のフェルディナント1世の死後、父の望み通りチロル伯となった。しかし、兄マクシミリアンの要請もあり、1567年までプラハでボヘミア総督を務めた。
1580年にフィリッピーネに先立たれると、1582年に姪にあたるアンナ・カテリーナ・ゴンザーガ（マントヴァ公グリエルモ・ゴンザーガと、フェルディナントの妹エレオノーレの娘）と再婚。アンナ・カテリーナとの間には男子が生まれなかったため、チロル伯位はフェルディナントの死後に甥である神聖ローマ皇帝ルドルフ2世に継承された。

## 子女
フィリッピーネとの間には4子が生まれた。
- アンドレアス（1558年 - 1600年） - 枢機卿
- カール（1560年 - 1627年） - ブルガウ辺境伯
- フィリップ（1562年 - 1563年）
- マリア（1562年 - 1563年）

アンナ・カテリーナとの間には3子が生まれた。
- アンナ・エレオノーレ（1583年 - 1584年）
- マリア（1584年 - 1649年） - 尼僧
- アンナ（1585年 - 1618年） - 皇帝マティアスの皇后

他に2人の庶子がいた。
- フェロニカ・フォン・フィランデルス（1551年 - 1584年） - 母親不明。ジョヴァンニ・フランチェスコ・ディ・ゴンザーガの妻
- ハンス・クリストフ・フォン・ヘルテンベルク（1592年 - 1613年） - ヨハンナ・フォン・マイエンブルクとの子。

## 脚註
1. ↑  グレーシング、p. 116
2. ↑  グレーシング、p. 121